# Station Dąbrowa Łazy
Station Dąbrowa Łazy is een spoorwegstation in de Poolse plaats Dąbrowa-Łazy.